# Inodrillia hilda
Inodrillia hilda é uma espécie de gastrópode do gênero Inodrillia, pertencente a família Horaiclavidae.